# Vorduní
Els Vorduní o també Orduní (armeni: Որդունիներ, Vorduniner) van ser una família de nakharark (nobles) d'Armènia amb feu hereditari a les comarques anomenades Ordunik al Bassèn (Airarat) i a la província de Baspracània.
Segons la tradició que transmet Moisès de Khorèn, eren una dinastia hàikida (descendent d'Haik), és a dir d'origen immemorial, potser urartià. Els Vorduní es mencionen per darrera vegada al segle iv. Segons Faust de Bizanci, els Vorduní es van enfrontar diverses vegades amb els Manavazian en guerres que van resultar molt cruentes a l'inici del regnat de Khosrov III d'Armènia. Les famílies van rebutjar l'arbitratge del Catolicós i el rei va ordenar a Vatxè Mamiconi que hi posés pau o els exterminés. Vatxè Mamiconi va matar a tots els membres de les dues famílies. Les possessions dels Vorduní van passar a l'Església Armènia.